# The Fall (film 1969)
(Richard Roud, co-direttore del New York Film Festival)
The Fall è un film documentario del 1969 scritto e diretto da Peter Whitehead e interpretato da Robert Kennedy, dal Bread and Puppet Theater, Paul Auster (viso fresco da studente della Columbia), Tom Hayden, Mark Rudd, Stokely Carmichael, H. Rap Brown, Arthur Miller, Robert Lowell, Robert Rauschenberg e dai The Deconstructivists.

## Produzione

### Riprese
Il film è stato girato negli Stati Uniti, nei pressi di New York, tra l'ottobre del 1967 e il giugno del 1968, per poi uscire sugli schermi nel 1969.

## Distribuzione

### Data di uscita
- Paesi Bassi: 25 gennaio 2007 (International Film Festival Rotterdam)
- UK: 25 maggio 2008 (Cinema '68)
- Italia: 8 giugno 2008 (Bellaria Film Festival)[1]
- Italia: 14 giugno 2008 (Biografilm Festival - International Celebration of Lives)[2]